# Palestina de Los Altos
Palestina de Los Altos – miasto w Gwatemali, w departamencie Quetzaltenango, położone około 30 km na zachód od stolicy departamentu miasta Quetzaltenango, oraz około 75 km na wschód od granicy państwowej z meksykańskim stanem Chiapas.  Miasto leży w górach Sierra Madre de Chiapas, na wysokości 2635 m n.p.m. Jest zamieszkane głównie przez ludność mówiącą w języku mam. Według danych szacunkowych w 2012 roku miejscowość liczyła 2815 mieszkańców.

## Gmina Palestina de Los Altos
Jest siedzibą władz gminy o tej samej nazwie, która jest jedną z 24 gmin w departamencie. Gmina w 2012 roku liczyła 12 973 mieszkańców. Średnie wyniesienie gminy nad poziom morza wynosi 2620 metrów.
Gmina jak na warunki Gwatemali jest bardzo mała, a jej powierzchnia obejmuje 24 km². Ludność gminy utrzymuje się głównie z rolnictwa. W rolnictwie dominuje uprawa kukurydzy, pozyskiwanie kauczuku naturalnego, uprawa  ziemniaków, pszenicy oraz drzew owocowych i warzyw.
Klimat gminy jest równikowy, według klasyfikacji Wladimira Köppena, należy do klimatów tropikalnych monsunowych (Am), z wyraźną porą deszczową występującą od maja do października. Ze względu na wyniesienie nad poziom morza amplituda temperatur jest duża i oscyluje w granicach 6–24 °C (rekord zimna wynosi -6,8 °C). Średnioroczna temperatura wynosi 13,6 °C. Większość terenu nieuprawianego pokryta jest dżunglą.